# Bob-Europameisterschaft 2001
Die Bob-Europameisterschaft 2001 wurde am  20. und 21. Januar 2002 im deutschen Königsee auf der dortigen Kunsteisbahn  für den Zweier- und Viererbob der Männer  ausgetragen. Diese EM wurde im Rahmen des vierten von sieben Weltcup-Saisonrennen der Männer ausgetragen.

## Zweierbob Männer
Nachdem der Lokalmatador Christoph Langen im Vorfeld an einem Muskelfaserriss im Oberschenkel laboriert hatte, war sein Sieg in der Zweierkonkurrenz nicht unbedingt erwartet worden. Auf seiner Hausbahn schlug der amtierende Weltmeister letztlich den Schweizer Christian Reich mit 14 Hundertstel Vorsprung. Rene Spies aus Winterberg rundete das gute deutsche Abschneiden mit seiner ersten EM-Medaille ab.
| Platz | Bob                                            | Gesamtzeit Rückstand |
| ----- | ---------------------------------------------- | -------------------- |
| 1     | Deutschland Christoph Langen Markus Zimmermann | 1:35,07              |
| 2     | Schweiz Christian Reich Steve Anderhub         | 1:35,21 +0.14        |
| 3     | Deutschland René Spies Franz Sagmeister        | 1:35,36 +0.29        |
| 4     | Schweiz Martin Annen Beat Hefti                | 1:35,37 +0.30        |
| 5     | Deutschland André Lange Kevin Kuske            | 1:35,65 +0.58        |
| 6     | Schweiz Reto Götschi Cédric Grand              | 1:35,36 +0.29        |

## Viererbob Männer
Beinahe hätte Christoph Langen auch den Titel in der Viererbob-Entscheidung gewonnen. Doch der bis dahin titellose Matthias Benesch aus Altenberg konnte auf Langens Hausbahn seinen ersten und einzigen internationalen Titel bei den Senioren erringen. Der amtierende Weltmeister im Viererbob Andre Lange kam mit Bronze zu seiner ersten EM-Medaille und komplettierte damit den deutschen Dreifacherfolg.
| Platz | Bob                                                                         | Gesamtzeit Rückstand |
| ----- | --------------------------------------------------------------------------- | -------------------- |
| 1     | Deutschland Matthias Benesch Torsten Voss Udo Lehmann Alexander Szelig      | 1:33,42              |
| 2     | Deutschland Christoph Langen Markus Zimmermann Sven Peter Alexander Metzger | 1:33,63 +0.21        |
| 3     | Deutschland André Lange Lars Behrendt René Hoppe Carsten Embach             | 1:34,01 +0.59        |
| 4     | Lettland Sandis Prūsis Mārcis Rullis Matīss Zacmanis Jānis Ozols            | 1:34,11 +0.69        |
| 5     | Schweiz Christian Reich Steve Anderhub Urs Aeberhard Domenic Keller         | 1:34,15 +0.73        |
| 6     | Frankreich Bruno Mingeon Éric Le Chanony Christophe Fouquet Max Robert      | 1:34,16 +0.74        |
| 7     | Schweiz Martin Annen Pius Meyerhans Jürg Schaufelberger Beat Hefti          | 1:34,33 +0.91        |
| 8     | Schweiz Reto Götschi Andreas Gees Alexandré Quiblier Cédric Grand           | 1:34,34 +0.92        |
| 9     | Österreich Wolfgang Stampfer Erwin Arnold Michael Müller Klaus Seelos       | 1:34,50 +1.08        |

## Medaillenspiegel
| Platz | Nation      | Gold | Silber | Bronze |
| ----- | ----------- | ---- | ------ | ------ |
| 1     | Deutschland | 2    | 1      | 2      |
| 2     | Schweiz     | —    | 1      | —      |